# Reichsbrücke
Reichsbrücke (nemško Cesarski most) je glavni most čez Donavo na Dunaju, ki povezuje Meksikoplatz v Leopoldstadtu in Donauinsel v Donaustadtu. Most dnevno uporablja 50.000 vozil, na njem je šest prometnih pasov, proga U-Bahn, dva pločnika, dve kolesarski stezi in dva komunalna predora.

## Prazgodovina
Nekaj let po močnih poplavah leta 1830 je že veljalo, da bodo uredili Donavo in hkrati zgradili več mostov čez nastalo rečno dno. Med drugim je bil predviden verižni most na mestu današnjega Reichsbrücka, katerega gradbeni stroški so bili ocenjeni na dva do tri milijone guldnov. Ti načrti pa tudi poznejši nameni za gradnjo stabilnih mostov nad neurejeno Donavo niso bili izvedeni pred dunajsko uredbo o Donavi; projekti niso presegli faze načrtovanja. Vsi mostovi na Donavi, bodisi za cestni promet bodisi za severno vzletno stezo od leta 1838, so imeli takrat precej začasni značaj: bili so leseni mostovi, ki so jih redno popravljali zaradi poplav ali ledenih plošč.
12. septembra 1868 je ureditev Donave odredila cesarska uredba. Hkrati je treba zgraditi 'stabilne mostove'. Eden od njih naj bi bil neposreden podaljšek Jägerzeile (danes: Praterstrasse) in Schwimmschulstraße (danes: Lassallestrasse). Z izbiro te lokacije je bilo treba nadaljevati osrednjo os mestnega razvoja, ki se je razširila od Gloriette v Schönbrunnu preko Stephansdom in Pratersterna do Donave. Na drugi strani Donave bi moral most povezati Wiener, Kagraner in Leopoldauer Reichsstrasse (od leta 1910 Wagramer Strasse), ki so postale pomembna prometna povezava s severovzhodnimi območji monarhije. Ime mostu je bilo zato nastavljeno na Reichsstraße most.

## Zgodovina
Prvi most, ki je bil zgrajen na mestu sedanjega Reichsbrücka, je bil zgrajen v letih 1872–1876 pod imenom Kronprinz-Rudolph-Brücke (most prestolonaslednika Rudolfa), pred regulacijo Donave skozi Dunaj. Paličje železnih nosilcev se je razprostiralo preko glavne reke, obokan most je prekrival poplavne ravnice na obeh straneh. Uradno je bil odprt 21. avgusta 1876, ime pa je bilo spremenjeno v Reichsbrücke leta 1919, potem ko je Avstrija postala republika.
Kot ukrep za zmanjšanje stopnje brezposelnosti v 1930-ih je bil namesto starega Reichsbrücka nameščen viseči most. Tehnične načrte sta izdelala arhitekta Siegfried Theiß in Hans Jaksch, umetniški nadzor pa je imel Clemens Holzmeister. Stebri starega mostu so bili pomaknjeni dolvodno, konstrukcijo pa so za 26 m premaknili v manj kot sedmih urah. Novi most so tako lahko zgradili na trasi starega mostu brez dolgotrajnih motenj v prometu. Ta viseči most, zgrajen med letoma 1934 in 1937, je nosil štiri prometne pasove, dve tramvajski progi in pločnik na obeh straneh. Razširjeni so bili tudi mostovi čez poplavne ravnice. Novi most sta 10. oktobra 1937 odprla kardinal Innitzer in zvezni predsednik Wilhelm Miklas.
Med drugo svetovno vojno je bil Reichsbrücke edini dunajski most čez Donavo, ki ni utrpel resne škode. Sovjetske čete, ki so napadle mesto, so prispele pravočasno, da so preprečile, da bi most, ki ga je branil Wehrmacht, uničili, posledično pa so most za nekaj časa preimenovali v Most Rdeče armade (Brücke der Roten Armee). Most so obnovili med letoma 1948 in 1952. Leta 1948 so most uporabili kot lokacijo v filmu Tretji človek.

### Propad Reichsbrücke
1. avgusta 1976, malo pred 05:00 uro, se je most podrl, pri čemer je ena oseba umrla. Glavni razlog za porušitev je bil strukturni izpad ležajev, ki ga med pregledom niso opazili zaradi masivnega granitnega plašča, ki jih je obdajal. En tovornjak je bil uničen, več ladij pa poškodovanih. Voznik praznega mestnega avtobusa se je rešil, njegov avtobus tudi in ga je uporabljal do leta 1989; zdaj stoji v dunajskem muzeju tramvajev. Ladje so bile preusmerjene preko Donavskega kanala. Za promet in tramvaj sta bila na hitro postavljena dva dodatna mostova, ki sta bila v uporabi štiri leta.

### Tretji most
Za načrtovanje novega mostu je bil razpisan mednarodni natečaj, na njem pa je zmagal Johann Nestroy. Gradnja se je začela leta 1978, most je uradno odprl 8. novembra 1980 mestni svetnik Heinz Nittel pod imenom Johann Nestroy Brücke, ime, ki se ni prijelo.
Dunajsko omrežje U-Bahn je bilo prek Reichsbrücke prvič speljano 3. septembra 1982 po obsežnih testiranjih.
Leta 2003 so obnovili obod mostu skupaj z razsvetljavo in razširili pločnike in kolesarske steze. Hkrati se je z zmanjšanjem širine srednjega ločilnega pasu in odstranjevanjem ozkih vzdrževalnih hodnikov, povečala širina voznih pasov.
Reichsbrücke je dvonadstropni gredni most iz prednapetega betona. Največji razpon nad Donavo je 169 metrov, nad Novo Donavo pa 76 metrov. Največja širina voznega pasu je 26,10 metra. V preseku je celotna dolžina konstrukcije sestavljena iz nadgradnje z dvema votlima škatlama. V vsaki je prostor za tir podzemne železnice. Bočna, pokrita območja za pešce v spodnjem krovu so razporejena na konzolni osnovni plošči škatlastega nosilca. V glavnem območju nad Donavo je most nadvišan, največja višina je 8,8 metra nad pomožnim opornikom, najmanjša višina 5,5 metra.
Sodobne, sferične ulične svetilke ob straneh naj bi mu dajale tudi značaj, podoben bulvarju. Pozneje so načrtovalcem podelili avstrijsko državno nagrado za oblikovanje.
Leta 2004 se je nemška potniška ladja zaletela v en steber Reichsbrücke, hudo je bilo ranjenih več ljudi. Most zaradi nesreče ni bil poškodovan.
V soboto, 9. julija 2005, so praznovali 25-letnico izgradnje Reichsbrücke in končanje obnove. Vozna površina je bila obdelana s posebno plastjo asfalta, ki absorbira hrup,  zgrajena so bila tudi tri nova nočna avtobusna postajališča.
Most vsebuje postajo Donauinsel dunajskega U-Bahna.